# Saravale
Saravale (in ungherese Sárafalva, in tedesco Sarafol, in serbo Саравола?, Saravola) è un comune della Romania di 2552 abitanti, ubicato nel distretto di Timiș, nella regione storica del Banato. 
Saravale è divenuto comune autonomo nel 2004, staccandosi dal comune di Sânpetru Mare.